# Яникой (Крым)
Янико́й (до нач. XIX века Кельшегу́р; укр. Янікой, крымскотат. Yañıköy, Янъыкой) — исчезнувшее село в Советском районе Республики Крым, располагавшееся на юго-западе района, на левом берегу реки Кучук-Карасу, примерно на юго-западной окраине (в районе пруда) современного села Пруды.

## История
Первое документальное упоминание села встречается в Камеральном Описании Крыма… 1784 года, судя по которому, в последний период Крымского ханства Гелешур входил в Кучук Карасовский кадылык Карасубазарского каймаканства. После присоединения Крыма к России (8) 19 апреля 1783 года, (8) 19 февраля 1784 года, именным указом Екатерины II сенату, на территории бывшего Крымского Ханства была образована Таврическая область и деревня была приписана к Левкопольскому, а после ликвидации в 1787 году Левкопольского — к Феодосийскому уезду Таврической области. После Павловских реформ, с 1796 по 1802 год, входила в Акмечетский уезд Новороссийской губернии. По новому административному делению, после создания 8 (20) октября 1802 года Таврической губернии, Яникой был включён в состав Урускоджинской волости Феодосийского уезда.
В Ведомости о числе селении, названиях оных, в них дворов… состоящих в Феодосийском уезде от 14 октября 1805 года селение записано, как Джаничи, с 33 жителями в 3 дворах. На военно-топографической карте генерал-майора Мухина 1817 года на месте Яникоя деревня обозначены 2 пустующих селения — Биюк Келшегур и Биюк Келшегур (возможно, это бывшие приходы-маале одной деревни). На карте 1836 года в деревне Яни-Кой 13 дворов, а на карте 1842 года Аникой обозначен условным знаком «малая деревня», то есть, менее 5 дворов.
В 1860-х годах, после земской реформы Александра II, деревню приписали к Шейих-Монахской волости. Согласно «Памятной книжке Таврической губернии за 1867 год», деревня Джанкой была покинута жителями в 1860—1864 годах, в результате эмиграции крымских татар, особенно массовой после Крымской войны 1853—1856 годов, в Турцию и заселена немцами меннонистами, а, по «Списку населённых мест Таврической губернии по сведениям 1864 года», составленном по результатам VIII ревизии 1864 года, Джанкой — владельческая деревня меннонитских колонистов с 8 дворами и 25 жителями при речке Кучук-Кара-Су, но среди немецких поселений в энциклопедическом словаре «Немцы России» ни Яникой, ни Джанкой не значится. На трёхверстовой карте Шуберта 1865—1876 года в деревне Яни-кай обозначено 10 дворов. Возможно, эта деревня, как не причисленной ни к одной волости Феодосийского уезда Джанкой с 84 жителями в 15 дворах записан в «Памятной книге Таврической губернии 1889 года», по результатам Х ревизии 1887 года. В дальнейшем в доступных источниках не встречается.